# Yuzhoupliosaurus chengjiangensis
Lo yuzhoupliosauro (Yuzhoupliosaurus chengjiangensis) è un rettile acquatico estinto, appartenente ai plesiosauri. Visse nel Giurassico medio (circa 175 milioni di anni fa) e i suoi resti sono stati ritrovati in Cina. Si pensa fosse uno dei rari plesiosauri di acqua dolce.

## Descrizione
Tutto quello che si conosce di questo rettile sono alcuni fossili comprendenti una mandibola, 18 vertebre e vari frammenti del cinto pettorale e delle zampe posteriori. L'animale in vita doveva essere lungo circa quattro metri, e possedeva una grossa testa dal muso allungato. Le fauci erano armate di lunghi denti anteriori: la mandibola, infatti, era dotata di cinque paia di lunghi denti acuminati posti in posizione avanzata, mentre i denti posteriori (23 o 24 per ogni mandibola) erano più piccoli. Le costole cervicali anteriori terminavano in un'espansione bifida, mentre quelle posteriori erano semplici. Il coracoide era allungato, mentre le clavicole erano ben sviluppate. La scapola è stata descritta come particolarmente stretta. Come tutti i plesiosauri, Yuzhoupliosaurus doveva essere dotato di un corpo schiacciato e di quattro zampe di grandezza simile fra loro, trasformatesi in strutture simili a pinne. 

## Classificazione
Descritto per la prima volta nel 1985, questo rettile acquatico proviene dalla provincia del Sichuan in Cina. I resti sono scarsi, ma hanno permesso agli studiosi di classificare Yuzhoupliosaurus tra i pliosauri, un gruppo di plesiosauri dotati di un collo corto e di una testa grossa e robusta. Non è chiara, in ogni caso, l'esatta collocazione filogenetica di questo animale.

## Paleobiologia
I fossili di Yuzhoupliosaurus sono stati ritrovati in depositi che, nel Giurassico medio, ospitavano un ambiente di acqua dolce: si suppone pertanto che questo rettile fosse un plesiosauro che viveva in ambienti di estuario o forse fluviali. Di solito i resti di plesiosauri si rinvengono in sedimenti marini, ma si annoverano eccezioni: un'altra forma cinese, Bishanopliosaurus, così come il nordamericano Leurospondylus o il piccolo Leptocleidus.

## Significato del nome
Il nome generico Yuzhoupliosaurus fa riferimento al gruppo di appartenenza di questo animale (i pliosauri) e al luogo in cui è stato trovato: Yuzhou, infatti, è l'antico nome della città di Changqing (Chungking), nei pressi della quale sono stati ritrovati i resti fossili. L'epiteto specifico, chengjiangensis, si riferisce anch'esso a un toponimo: Chang Jiang, altro nome del fiume Yangtze, lungo il quale sorge Chungking.